# 吹き抜け
吹き抜け（ふきぬけ）は、天井や屋根の一部または全部を作らず、建物の2階層以上を縦につなげた構造・設計。

## 概要

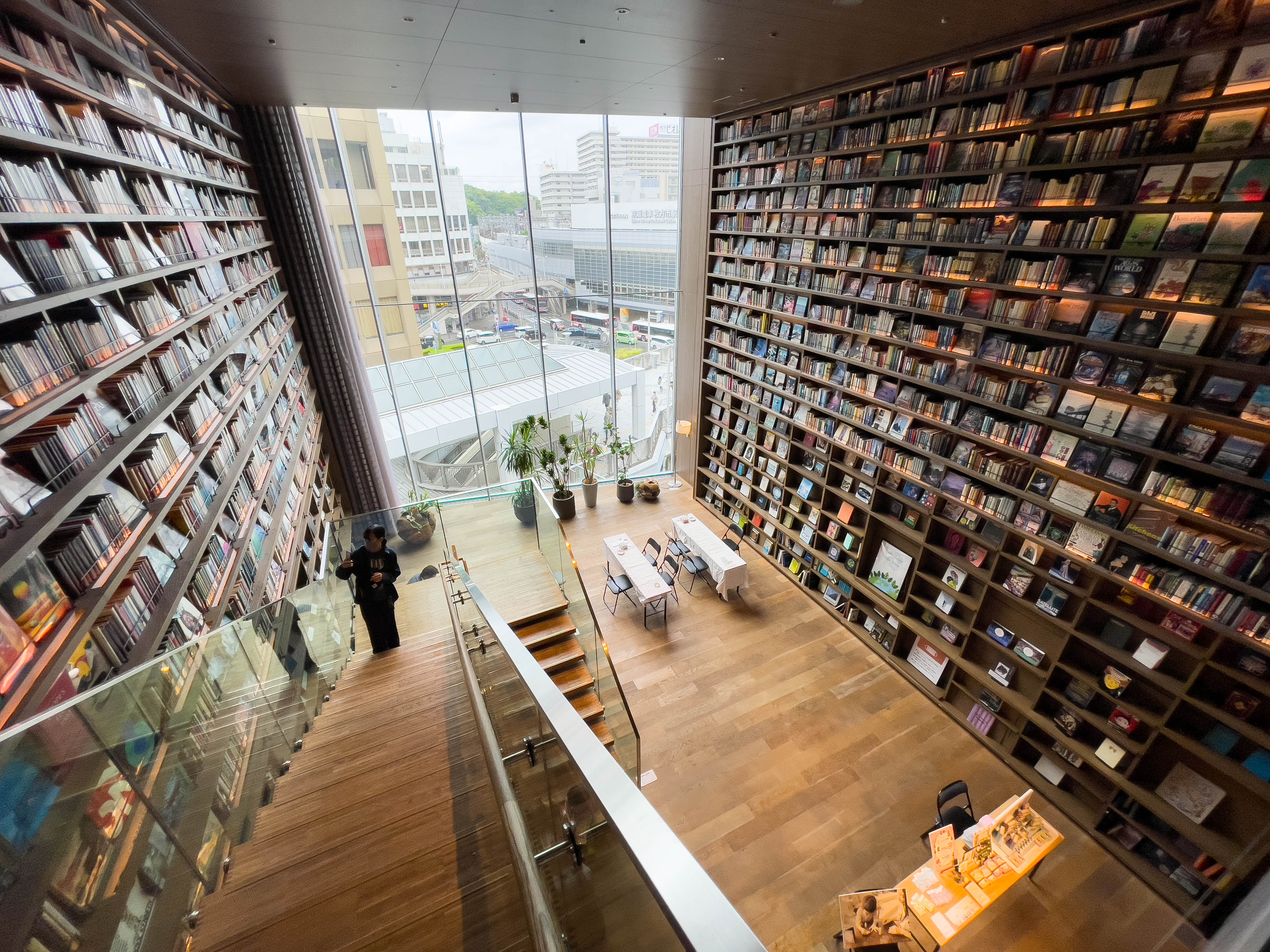
吹き抜けを活用した枚方T-SITEの本棚

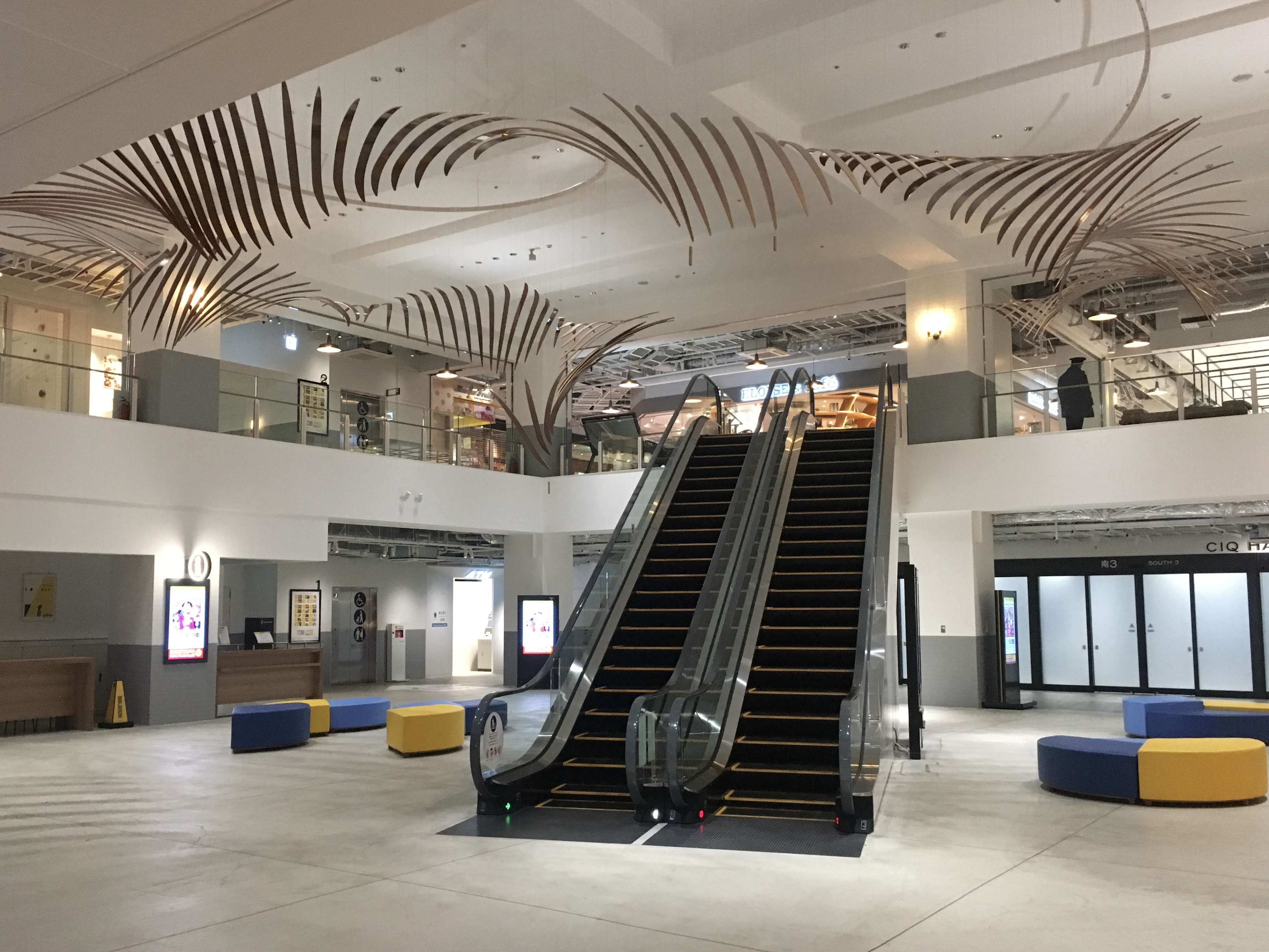
横浜ハンマーヘッド

メリットは見た目が「おしゃれ」なこと、開放感を感じること、高い位置に窓も設置すると直射光から日当たりが良いこと。ただし、直射光が入ることでロールスクリーンや、日射による暑さを和らげる空調が必要になったりする。対策として、「メブクス豊洲」では反射光を階下まで誘導する「クレバス」タイプの吹き抜け構造で設計されている。　
デメリットは空調の効きが悪く、光熱費がかかるのに「夏は暑く、冬は寒い」ことと、音や臭いが広がりやすいことである。更には京都駅や大阪駅のような、屋根や壁が不十分な半屋外の吹き抜け構造のエリアが構内に存在すると、そこ付近は建物内や地下なのに雨や雪が猛烈な勢いで入ってくる。
埼玉県所沢市にある西武ライオンズ本拠地西武ドームも屋根とスタンドの間に壁が無く、吹き抜け構造の「半ドーム」となっている。半ドームなので建物内に居ても雨や雪が入ってくるため、利用者らは気温や天候の影響を受ける。
階層を繋げておらず、ただ天井が高いだけの場合は、「高天井」と呼ばれる。